# Li Ximing
Li Ximing (chinesisch 李錫銘 / 李锡铭, Pinyin Lǐ Xīmíng; * Februar 1926; † 10. November 2008 in Peking) war ein chinesischer Politiker der Kommunistischen Partei Chinas (KPCh), der unter anderem von 1984 bis 1992 Sekretär des Parteikomitees von Peking und zwischen von 1987 bis 1992 Mitglied des Politbüros der Kommunistischen Partei Chinas war. Er war weiterhin zwischen 1993 und 1998 Vize-Vorsitzender des Ständigen Ausschuss des Nationalen Volkskongresses.

## Leben
Li Ximing absolvierte ein Studium der Fächer Bauingenieurwesen und Architektur an der Tsinghua-Universität. Ende der 1970er Jahre fungierte er als Vize-Minister für Energie und bekleidete daraufhin zwischen 1982 und 1984 das Amt als Minister für Stadt- und Landbau und Umweltschutz. Im Juli 1984 übernahm er von Duan Junyi den Posten als Sekretär des Parteikomitees von Peking und bekleidete dieses 17. Dezember 1992, woraufhin der Bürgermeister von Peking Chen Xitong seine Nachfolge antrat. In dieser Funktion war er zugleich zwischen 1984 und 1992 Erster Politkommissar der Militärregion Peking.  Während seiner Amtszeit kam es im Frühjahr 1989 zu Proteste und Studentenunruhen auf dem Tian’anmen-Platz, die am 4. Juni 1989 beim Tian’anmen-Massaker blutig niedergeschlagen wurden. Wie sich aus der 2001 veröffentlichten Tiananmen-Akte ergab, schlossen Li als Parteisekretär und Chen als Bürgermeister die Möglichkeit aus, mit den Studenten zu verhandeln, deren Proteste sie als „parteifeindlichen und antisozialistischen politischen Kampf“ bezeichneten. Er verlor sein Amt als Parteisekretär von Peking im Dezember 1992 als der Überragende Führer, Deng Xiaoping, sich bemühte, die Wirtschaftsreformen des freien Marktes in den Jahren nach dem Durchgreifen wiederzubeleben.
Auf dem XIII. Parteitag der KPCh (25. Oktober bis 2. November 1987) wurde er außerdem Mitglied des Politbüros der Kommunistischen Partei Chinas und gehörte auch diesem Führungsgremium der Partei bis zum 19. Oktober 1992 an. Auf dem XIV. Parteitag der KPCh (12. bis 19. Oktober 1992) verlor er zusammen mit sieben weiteren führenden Politikern (Yang Shangkun, Qin Jiwei, Wu Xueqian, Song Ping, Yao Yilin, Yang Rudai und Wan Li) seine Mitgliedschaft im Politbüro.
Daraufhin übernahm Li im März 1993 den weitgehend zeremoniellen Posten des Vize-Vorsitzenden des Ständigen Ausschusses des Nationalen Volkskongresses. Des Weiteren wurde er 1994 Titular-Vorsitzender des Projekts für die Drei-Schluchten-Talsperre und hatte auch diese Funktion bis 1998 inne. Im Januar 2005 gehörte er zu den wenigen Spitzenfunktionären, die anlässlich der Beisetzung des 1989 entmachteten Generalsekretärs der Kommunistischen Partei Chinas Zhao Ziyang Kränze niederlegten.